# Drosophila fustiformis
Drosophila fustiformis är en tvåvingeart som beskrevs av Zhang och Liang 1993. Drosophila fustiformis ingår i släktet Drosophila och familjen daggflugor.
Artens utbredningsområde är provinsen Hunan i Kina.